# Melanella stalioi
Melanella stalioi is een slakkensoort uit de familie van de Eulimidae. De wetenschappelijke naam van de soort is voor het eerst geldig gepubliceerd in 1869 door Brusina.